# Wplace
Wplace é um jogo multijogador massivo online (MMO), envolvendo um mundo virtual sobreposto no mapa-múndi, onde os jogadores podem usar pixels para criar pixel art. O jogo foi desenvolvido pelos brasileiros Enzo Watanabe, Lucas Teruo Yamashita e Murilo Matsubara, com poucos dias de lançamento alcançou sucesso mundial.
O jogo é baseado no r/place, um projeto colaborativo de pixel art no Reddit. 

## Jogabilidade
No jogo, os pixels são chamados de droplets (gotículas em português) e eles contam com diversas cores. Ao criar uma conta, o jogador inicia com 64 droplets. Ao gastar os droplets, cada droplet só vai ser recuperado após um intervalo de trinta segundos. O limite de droplets que o jogador pode acumular só aumenta após subir de nível. Entretanto, os droplets e o limite deles podem ser aumentados com a compra através das moedas do jogo, também chamadas de droplets.

### Regras
- Proibido desenhar por cima de outras artes usando cores ou padrões aleatórios para destruir a arte original.
- Proibido conteúdo inapropriado (pornografia, discurso de ódio, etc.)
- Proibido desenhar com mais de uma conta.
- Proibido o uso de robôs.
- Proibido a divulgação de informações pessoais de outras pessoas.
- Permitido o desenho sobre outras artes para complementar ou criar novas artes.
- Permitido o desenho sobre bandeiras de partidos e retratos de políticos.

## Interações e popularidade
Muitos dos jogadores se unem para criar artes juntos, através da função de "alianças" que o jogo permite. Em áreas maiores, os jogadores se dividem para contornar, preencher e até fazer sombreamentos. Muitos dos jogadores combinam cores, traços e horários para trabalhar juntos.
Em menos de um mês de lançamento, o jogo alcançou a marca de mais de um milhão de jogadores ativos ao redor do mundo. As cidades mais populares foram dominadas por fãs de animações, entre elas, Deltarune, Pokémon e Sonic. O jogo também se tornou palco de disputas políticas e ideológicas. Diversos jogadores fizeram artes em forma de protesto online, principalmente em áreas de guerras, como o conflito entre Israel e Palestina.